# 칼 바르트
칼 바르트(Karl Barth, 1886년 5월 10일~1968년 12월 10일) 혹은 카를 바르트는 스위스의 개혁 교회 목사이다. 《로마서 주석》, 《고백교회》, 《바르멘 선언》, 그리고 미완성의 대작인 《교회교의학》으로 잘 알려져있다. 20세기의 대표적인 신학자로 꼽히며, 바르트의 영향력은 학문적 범위를 넘어 대중 문화로 확장되어 1962년 4월 20일 타임지 표지에 등장하기도 했다.
바르트는 동시대 많은 개신교 신학자들처럼 아돌프 폰 하르낙, 프리드리히 슐라이어마허 등에게 영향을 받은 자유주의 신학 교육을 받았다. 처음에는 스위스 시골 마을 사펜빌(Safenwil)에서 목회 활동을 시작하여 "사펜빌의 빨갱이 목사"로 알려졌다. 이곳에서 그는 자신이 배운 자유주의적 기독교에 대해 점점 환멸을 느끼게 되었고, 이를 계기로 1919년 첫 번째 판 로마서 주석(로마서 I)을 집필하여 신약성경을 새롭게 읽어야 한다는 결론에 도달했다. 1921년 로마서 주석의 두 번째 판을 출판했는데, 여기서 자유주의 신학과의 공개적 단절을 선언하며 국제적으로 명성을 얻었다.
예수를 도덕적으로 모범을 보인 인간으로, 성서를 인간의 종교적인 경험의 기록으로, 윤리적인 지침서로 이해하던 자유주의 신학에 반대하여, 그리스도인들이 헌신적으로 복종해야 하는 '하나님의 말씀이 인간으로 되신 예수 그리스도'를 강조하였다.
그러나 정통주의 신학의 관점에서 그의 계시관과 역사관은 차이점을 보였기에 그의 이러한 신학적인 성격을 신정통주의라고 부른다. 폴 틸리히, 에밀 브루너와 루돌프 불트만과 함께 20세기 초 개신교 신학계를 주도했다. 그 외에도 바르트는 디트리히 본회퍼, 위르겐 몰트만, 헬무트 골비처, 제임스 H. 콘, 볼프하르트 판넨베르크, 토마스 F. 토렌스, 한스 큉, 그리고 라인홀드 니버, 자크 엘륄과 같은 신학자뿐 아니라, 플래너리 오코너, 존 업다이크, 미클로시 센트쿠시(Miklós Szentkuthy)와 같은 소설가들에게도 영향을 미쳤다.
바르트는 현대 기독교 윤리학에도 깊은 영향을 미쳤는데, 스탠리 하우어워스, 존 하워드 요더, 자크 엘륄, 올리버 오도너번 등의 윤리학자들에게도 영향을 주었다.

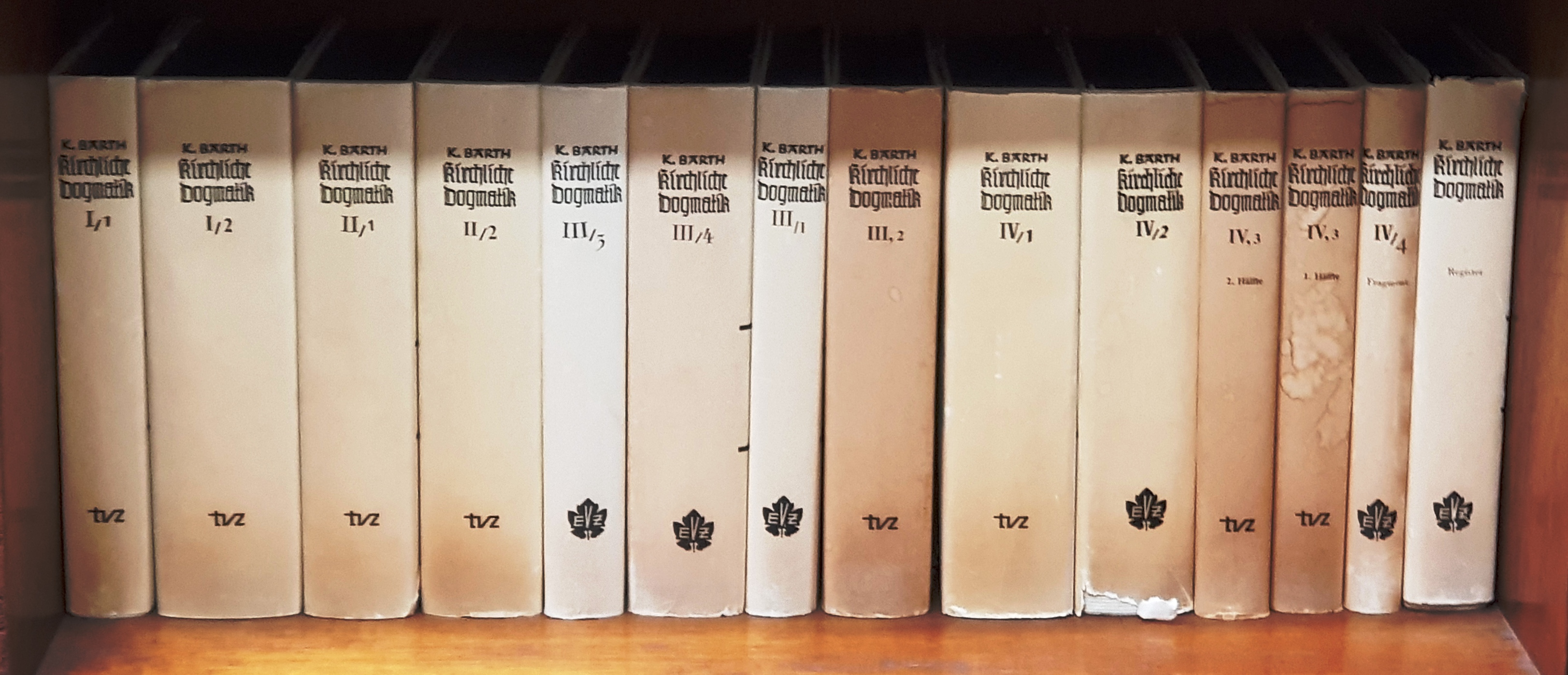
칼 바르트의 교회 교의학 독일어 판 Kirchliche Dogmatik

## 생애

### 목회경험
신학자 프리드리히 프리츠 바르트의 장남인 칼 바르트는 유년기와 청년기를 베른에서 보냈으며, 1904년 베른 대학교, 베를린대학교, 튀빙겐 대학교에서 공부하였다. 신학생 칼 바르트는 교수들의 영향으로 당시 유럽신학계의 주류였던 자유주의 신학을 배웠다. 1911년부터 1921년까지 스위스의 작은 마을 자펜빌의 교회에서 개혁교회 목사로 목회하면서 자본가가 노동자를 착취하는 잘못된 사회를 하나님의 나라, 하나님 나라의 복음으로써 바로잡고자 하였다. 그래서 자본가들로부터는 '빨갱이 목사'(Red Pastor)라는 비난을 받았고, 일부 공장주들은 개신교에서 로마 가톨릭으로 교파를 바꾸는 일도 있었다 한다.

### 자유주의 신학과의 결별
그는 자신이 배운 자유주의 신학에 대해서 한계를 느끼게 되는데, 하나님의 거룩함과 정의에 대해 설교하지 않으며 성경을 윤리책으로 오해하는 자유주의 신학의 잘못들을 발견했기 때문이다. 특히 1914년 8월 자유주의 신학자들의 대부분이 전쟁을 지지한 '어둠의 날'은 그에게 자신이 배운 자유주의 신학에 대해 환멸을 느끼게 한다. 이때부터 그는 하나님은 인간을 심판하시는 분이라고 반박하여 하나님의 심판을 가르치지 않는 자유주의 신학을 신랄하게 비판하였다. 당시 로마 가톨릭 신학자 칼 아담은 '칼 바르트가 자유주의 신학자들의 놀이터에 폭탄을 던졌다'고 말할 정도로 유럽신학계의 충격은 컸는데, 칼 바르트 자신도 '나는 우연히 잡은 교회종의 줄을 잡아당겨, 마을 사람들이 모두 잠에서 깨게 한 사람 같았다'고 할 정도였다.

### 전통에서 길을 찾다
칼 바르트는 자유주의 신학과 결별한 후 자신이 속한 개혁교회(Reformed)의 전통에서 길을 찾았다.그는 개혁교회 신학의 뿌리인 장 칼뱅, 울리히 츠빙글리의 종교개혁 사상 및 제2 스위스 신앙고백 등의 교의를 연구하였다. 이러한 학문적 노력은 바르트로 하여금 하나님의 말씀을 중요하게 여기는 신학 곧 신정통주의 신학으로 기독교 사상의 열매를 맺게 했으며, 신학무용론이 지배하는 반지성적인 한국의 대다수 교회들과 성직자들에게 신학의 중요성을 말해준다.

### 반 나치 운동
칼 바르트는 예언자적인 목소리를 내야 할 기독교인들과 개신교 신학생들까지도 독재자 아돌프 히틀러를 "하나님은 인간의 영혼구원을 위해 예수를 보내고, 경제적, 사회적 구원을 위해 히틀러를 보냈다"면서 히틀러를 그리스도로 숭배하는 우상숭배를 하자, 나치에 반대하는 기독교인들의 공동체인 고백교회의 중심인물로 활동하였다. 그는 히틀러의 나치즘운동이 히틀러를 그리스도로 숭배하는 우상숭배요, 유대인, 집시등 다른 민족을 차별하고 박해하는 악마적인 것으로 보았고, 이러한 예언자적인 목소리를 대중강의와 설교를 통해 드러냈다. 그의 이러한 반 나치이념의 특징을 보여주는 문헌은 《바르멘 선언》이다. 바르멘 선언은 1934년 독일 바르멘에서 친나치적인 독일 교회에 반대하는 가톨릭 성직자들과 개신교인들이 모여서 발표한 反 나치 신학선언으로, 하나님의 말씀(Logos)인 예수 그리스도 그 분외에는 누구에게도 복종할 수 없으며, 자신을 길이요, 진리로 선언한 예수 그리스도외에는 어느 누구도 하나님의 계시가 될 수도, 설교의 주제가 되어서도 안 된다는 것이 주요주제이다.
결국 그는 나치 독일의 탄압으로 독일밖으로 영구추방당하여, 스위스 바젤 대학교로 이직했다. 칼 바르트의 나치반대운동은 칼 바르트 연구의 핵심으로 불릴 만큼 중요한 의미를 갖고 있으며, 폴 틸리히, 디트리히 본회퍼 등에 의해 그 명맥을 이었다.

### 전후활동
전쟁이 히틀러의 패망으로 끝난 후 독일 본 대학교에서 신학을 가르쳤으며, 1948년에는 공산주의 국가가 된 헝가리를 방문, 헝가리 개혁교회와 대화하였다. 또한 1948년 에큐메니칼 운동을 위해 결성된 세계 교회 협의회(WCC)의 성립과정에 참여했다.
하지만 그의 주요 활동은 저술활동으로 《교회교의학》을 저술했으며, 인생의 말년인 1961년부터 1962년 사이에는 자신의 강의 내용을 정리한 《개신교 신학입문》을 저술하였다. 이중 《교회교의학》은 1968년 바르트의 죽음으로 일부내용이 저술되지 못한 미완성작품이며, 한국어판은 대한기독교서회에서 번역,출판 중이다. 현재 4권까지 출판되어 있다. 1968년 별세 전날 20세기의 대표 신학자 바르트는 다음과 같은 말로, 어둔 세상에 대한 하나님의 구원을 기대했다. "세상은 여전히 어둡고, 고통에 차 있다. 하지만 우리 주님은 부활하셨다."

### 종교 사회주의 운동 참여
칼 바르트는 1911년부터 스위스 공단지역인 자펜빌에서 목회하면서 노동자들이 자본가들의 억압과 착취를 받는 현실을 보았으므로 현실참여적 성직자가 되었다. 바르트는 1913년 스위스 사회민주노동당에 입당하였고, 당시 유럽 교회가 관심을 갖고 있던 종교 사회주의 운동에도 중심인물로 참여하였다.

## 신학
칼 바르트의 가장 중요한 신학적 업적은 그의 신학 대작인 《교회교의학》이다. 이 작품에서 바르트는 하나님의 말씀의 교리, 하나님 교리, 화해의 교리, 구속의 교리를 논하며, 모든 신학적 논의를 예수 그리스도를 중심으로 재정립하였다는 평가를 받는다.

### 신학의 방법
바르트의 신학적 구분법은 루터와 칼빈의 전통적 구분법인 원형/모형을 따르지 않고, 칸트의 현상적(phenomenal)/본체적(noumenal)의 구분을 따랐다. 그 뿐만 아니라, 비록 그가 프리드리히 슐라이어마허와 반대각을 세웠지만, 슐레이어마허의 주관적인 관점을 받아들였다. 결국에는 바르트에게 성경은 객관적인 역사에 기초한 객관적인 하나님의 말씀이 아니라, 말씀을 실존적으로 만나는(existential encounter) 가능성을 뜻하였다.

### 삼위일체 초점
바르트의 주요 목표 중 하나는 자유주의 신학에서 상실된 것으로 간주된 삼위일체 교리를 개신교 신학에서 회복하는 것이었다. 그의 주장은 하나님은 스스로를 인식하는 자신의 지식의 대상이라는 아이디어에서 출발하며, 성경 속 계시는 인간이 단순히 자신의 직관을 통해 발견할 수 없는 하나님이 인간에게 자신을 드러내는 것을 의미한다고 본다. 바르트에 따르면, 하나님의 계시는 인간에게 '위로부터 수직으로(Senkrecht von Oben)' 오는 것이다.

### 그리스도 일원론 (Christomonism)
바르트는 성경전체를 신구약성서의 주제인 그리스도의 언약 안에서 해석해야 한다고 주장한다. 그것은 삼위일체의 하나님의 중심이 아닌, 성자 하나님인 예수 그리스도만을 중심으로 보게 되면서, 부적절한 강조라고 코닐리어스 반틸은 말한다.

### 선택
《교회교의학》에서 가장 영향력 있고 논란이 된 부분 중 하나는 선택의 교리(선택론, 교회교의학 II/2)이다. 바르트의 신학은 하나님이 각 개인을 구원하거나 정죄하도록 선택한 것이 신적 의지의 목적에 따른 것이며, 왜 어떤 사람은 선택되고 다른 사람은 그렇지 않은지를 알 수 없다는 사상을 거부한다.
바르트의 선택 교리는 영원하고 숨겨진 신적 계획이라는 개념을 단호히 거부한다. 바르트는 그리스도 중심적 방법론으로, 인류의 구원이나 정죄를 추상적이고 절대적인 계획에 귀속시키는 것은, 하나님의 구원 행위인 예수 그리스도 안에서의 행위보다 더 결정적이고 최종적인 요소를 하나님 안에 만드는 것이라고 주장한다. 바르트는 만약 "절대적 계획"이라는 것이 존재한다면, 그것은 예수 그리스도 안에서 인류를 위한 하나님의 은혜로운 결정을 의미한다고 보았다. 바르트는 초기 개혁 신학 전통에서 이중예정 개념을 유지하지만, 하나님의 인류 선택과 인류 죄의 거부를 모두 구현한 것을 예수로 본다.
바르트의 선택 교리는 아우구스티누스와 칼뱅의 구원론의 개인 구원 예정 교리를 개선한 것으로 평가받기도 하지만, 에밀 브루너를 비롯한 이들은 바르트의 관점이 온건한 보편주의(soft universalism)로 이어져 아우구스티누스-칼빈주의와 다르다고 지적한다.

### 구원
칼 바르트는 엄격한 칼뱅주의의 영향을 받은 기존의 죄와 구원에 대한 관점이 기독교인들에게 잘못된 인식을 심어줄 수 있다고 보았다. 그는 예정론이 인간을 미리 불순종하고 하나님을 거부하도록 설정한 것처럼 보이게 하고, 다수의 인간이 운명적으로 정죄받는다는 인식을 낳았다고 비판했다.
바르트의 구원론은 철저히 그리스도 중심적이며, 그의 저술에서는 예수 그리스도 안에서 인류 전체와 하나님의 화해가 본질적으로 이미 이루어졌고, 그리스도를 통해 인간은 이미 선택되고 의롭게 되었다고 주장한다.
바르트는 "나는 보편구원론을 믿지 않는다. 그러나 나는 모든 것을 화해시키는 예수 그리스도를 믿는다."라며 보편구원론과 거리를 두었다. 그러나 그는 하나님을 거부하는 사람들조차도 영원한 구원을 받을 가능성이 있으며, 이는 단순히 열린 질문이 아니라 하나님의 은혜로 인해 기독교인들이 희망을 가져야 하는 문제라고 주장했다. 그는 또한 "신학적 일관성이 우리를 이 방향으로 가장 분명히 이끈다 하더라도, 그것이 단지 자유로운 선물로만 주어지고 받을 수 있는 것이라면, 우리가 스스로 그것을 주장해서는 안 된다"라며 단순히 전적 화해(total reconciliation)를 희망해야 한다고 강조했다.
바르트는 현대에 와서는 "전통적 신학을 상당히 넘어서는 중요한 단계"를 밟았다 평가받는다. 그는 보수적인 개신교 신학이 다수 또는 대부분의 사람이 정죄받는 것을 절대적인 확실성으로 간주하는 관점에 반대했다. 바르트에게는 그리스도의 은혜가 중심이며, 정죄는 절대적인 결론으로 여겨져서는 안 된다고 주장했다.

### 말씀 중심, 예수 그리스도 중심의 신학
바르트 신학의 특징은 하나님 말씀에 대한 신뢰였다. 바르트는 "하나님은 말씀하신다."(Deus Dixit)라는 명제를 가지고 말씀 중심의 신학을 전개했다. 철저히 하나님 말씀을 높이고, 존중하는 신학을 전개한 것이다. 여기서 말씀은 사람으로 오신 말씀(Logos) 예수 그리스도Messiah를 뜻하므로, 바르트 신학은 그리스도 중심의 신학을 말한다. 그는 신학의 출발점과 귀결점을 예수 그리스도를 통해 자신을 계시한 하나님을 있는 그대로 가르치는 데 있다고 보았다. 따라서 바르트는 성서가 말하는 예수 그리스도를 떠나서는 하나님에 대해서 말할 수 없다고 보았는데, 이는 하나님의 말씀이 아닌, 기복신앙과 윤리를 가르쳐 온 일부 한국교회에 시사하는 바가 있다.

### 교회중심의 신학
바르트는 신학은 교회가 하나님 말씀을 분별하고 실천하게 하는 데 있다고 보았다. 즉, 신학자 칼 바르트는 교회에게는 신학을 중요하게 생각하고, 신학의 지혜에 따라 교회를 이끌 책임이, 신학자에게는 교회에 대해 생각하고, 교회에 생명을 불어넣는 책임이 있다고 본 것이다.

### 예언자적 신학
바르트는 구약성서에 나오는 예언자들처럼 하나님의 말씀으로 시대를 분별하고, 인도해야 한다고 보았다.그래서 바르멘 선언을 형제교회 성직자들과 함께 발표할 수 있었던 것이다.

## 칼 바르트 관련 도서 목록
- 《칼 바르트》, 에버하르트 부쉬 지음, 손성현 옮김, 복있는 사람, 2014
- 《위대한 열정》, 에버하르트 부쉬 지음, 박성규 옮김, 새물결플러스, 2017
- 《칼 바르트 말씀의 신학 해설》, 정승훈 지음, 새물결플러스, 2017
- 《칼 바르트의 신학》, 김명용 지음, 이레서원, 2007
- 《칼 바르트와 동시대성의 신학》, 정승훈 지음, 대한기독교서회, 2006
- 《칼 바르트 - 말씀하시는 하나님, 응답하는 인간》, 마이클 레이든 지음, 윤상필 옮김, 비아 (출판사)
- 《로마서》,칼 바르트 지음, 손성현 옮김,복있는 사람, 2017년 : 1922년에 칼 바르트가 주석한 로마서.
- 《왕양명과 칼바르트》,김흡영 지음, 예문서원, 2020년
- 《설교자의 기도》,칼 바르트 지음, 박정수 옮김,비아, 2019년

## 같이 보기
- 나치가 그들을 덮쳤을 때

## 참고 문헌
- 《칼 바르트 - 말씀하시는 하느님, 응답하는 인간》, 마이클 레이든 지음, 윤상필 옮김, 비아 (출판사)
- 《현대 신학 이야기》/박만 지음/살림.
- 《개혁주의 성경관》/이환봉 지음/고신대학교 출판부
- Woo, B. Hoon (우병훈) (2014). “Kierkegaard’s Influence on Karl Barth’s Early Theology”. 《Journal of Christian Philosophy》 18: 197–245.
- Woo, B. Hoon (우병훈) (2014). “Karl Barth’s Doctrine of the Atonement and Universalism”. 《Korea Reformed Journal》 32: 243–291.